# 減壓襪
減壓襪，是襪子的一種，但是減壓襪又比一般的襪子多能讓腳舒緩壓力的功能，能減少靜脈曲張的發生。
壓力襪褲可以分為均勻壓力襪及梯度壓力襪兩種：
- 均等壓力襪

1. 整個襪的壓力均勻地施於腳上
2. 壓力襪施於腳踝及大腿上的壓力相同
3. 靜脈的流動沒有改變
4. 經Rosengarten的研究指出，均等壓力襪對預防深部靜脈血栓塞並沒有任何作用

- 梯度壓力襪

1. 不同程度的壓力施於腳部的不同位置
2. 壓力襪施於腳踝上的壓力比大腿上的壓力為大
3. 經Sigel的研究指出，穿著梯度壓力襪後的股骨血液流動有著穩定的增長